# 제타
제타(Zetta, 기호: Z)는 1021(십해)을 나타내는 SI 접두어이다.
7을 뜻하는 이탈리아어 'sette'에서 왔다. 이로써 제타는 1000의 7배를 의미한다.
컴퓨터 과학에서 제타는 1021(=1 000 000 000 000 000 000 000) 대신에 270(= 1 180 591 620 717 411 303 424)를 의미하기도 한다. 구분을 위해서 Zebi(기호: Zi)라는 단위를 사용한다.